# أنديرس فرايبيرج
أنديرس فرايبيرج (بالسويدية: Anders Friberg)‏ هو لاعب كرة قدم سويدي، ولد في 8 يونيو 1975 في لوند في السويد. لعب مع Lunds BK ‏.

## وصلات خارجية
- أنديرس فرايبيرج على موقع قاعدة بيانات كرة القدم.إي يو (الإنجليزية)